# Léon Bondoux
Pour les articles homonymes, voir Bondoux.
Léon Bondoux, né à Château-Chinon (Nièvre) le 6 novembre 1902 où il est mort le 28 septembre 1976, est un médecin de campagne et homme politique français, membre de la Section française de l'Internationale ouvrière.
Il est élu successivement conseiller général, maire puis député des villes nivernaise Château-Chinon (Campagne) et Château-Chinon (Ville). Durant la Seconde Guerre mondiale, il rejoint la Résistance au sein du maquis Louis de Larochemillay.

## Biographie
Léon Bondoux fait ses études de médecine à la faculté de médecine de Paris et fait son internat au Havre. Après avoir soutenu sa thèse, il ouvre un cabinet à Château-Chinon.
Il entre en politique en adhérant au Parti socialiste et devient conseiller général de la Nièvre et maire de Château-Chinon.
En 1935, il est réélu maire avec une large majorité, il se présente aux élections législatives et est élu au second tour député de la circonscription de Château-Chinon par 7 400 voix contre 6 155 à son adversaire M. Aulois, le 3 juin 1936. Ses interventions à la Chambre seront principalement axées sur les la défense des intérêts de sa région. Il fit un grand nombre de suggestions dans les domaines les plus divers de la vie quotidienne et concernant les infrastructures du Morvan.
Il dénonça les décrets-lois :
- « Qui diminuent le pouvoir d'achat, aggravent le marasme de l'agriculture et du commerce, paralysent la vie économique du pays ; le budget a vu son déficit devenir de plus en plus inquiétant alors que la crise devient chaque jour plus redoutable. »[réf. nécessaire]
- « Le parti socialiste pose sa candidature à la succession des formations gouvernementales qui, durant ces dernières années ont manifesté leur impuissance et leur nocivité. »[réf. nécessaire]

En 1936, il est nommé membre de la commission des Douanes et des Conventions commerciales de la commission de l'Hygiène à la Chambre, puis de la commission de la Marine militaire en 1938, et de la commission de la Santé publique la même année. Il ne participe à aucun débat, consacrant son temps à son rôle de commissaire.
Dispensé des obligations militaires à l'ouverture de la Seconde Guerre mondiale, il demanda à être incorporé à une unité combattante. Affecté au 13e régiment d'infanterie de Nevers, il sera fait prisonnier à Samer, près de Boulogne-sur-Mer, le 15 mai 1940. Prisonnier en Autriche, il dirigea pendant quatorze mois un service hospitalier à Vienne.
Libéré au début de l'année 1942, il retourne travailler à son cabinet médical, soignant les résistants, malgré le danger de la proximité de la Kommandantur. En 1942, après le débarquement allié, il rejoint le camp des Fréchots à Larochemillay. Il ne prit pas part au vote du 10 juillet 1940 à Vichy sur le projet de loi constitutionnelle (un décret de juillet 1939 a prorogé jusqu'au 31 mai 1942 le mandat des députés élus en mai 1936).
Il rédige de sa main des affiches appelant à la mobilisation, placardées dans les villages du sud du Morvan, à la suite de quoi cent cinquante jeunes résistants viennent grossir les rangs de ce maquis. Continuant à assurer la bonne marche de l'infirmerie de campagne de cette troupe, auréolé de son prestige de médecin et d'ancien parlementaire du Front populaire, il arrive à modérer les jeunes maquisards de son groupe et évite un certain nombre d'exécutions sommaires contre des prisonniers militaires allemands. Il évite la prise d'assaut de Château-Chinon qui, selon toutes probabilités, aurait laissé un nombre de morts considérable sur le terrain. Il retrouve ses fonctions de maire de Château-Chinon (Campagne) en sa qualité de membre du comité départemental de la Libération et se présente aux élections de[1945 pour la mairie de Château-Chinon (ville). Élu, il ne se représente pas en 1947. Il est également élu en 1945 conseiller général de Château-Chinon et il est ensuite constamment réélu jusqu'en 1970. Il assume la vice-présidence de l'assemblée départementale et se consacre à la restauration du réseau routier et à la modernisation de la santé.
Il continue à exercer son métier de médecin et particulièrement son rôle de médecin chef de la maternité de Château-Chinon. Il est l'un des cofondateurs de l'Académie du Morvan à Château-Chinon en 1967.
Il meurt le 28 septembre 1976 à Château-Chinon.

## Publications
- Avec Céline dans la forêt morvandelle, réédition en 1990[4].